# Ланге, Губерт
Губерт Ланге (фр. Hubert Languet; 1518 — 30 сентября 1581) —  французский и немецкий дипломат и политик; по происхождению — француз.

## Биография
Губерт Ланге родился 1518 году в городе Витто во Франции в регионе Бургундия. Получил образование в Университете Пуатье, где изучал право на юридическом факультете, но интересовался также и теологией, историей, наукой и политологией. Позднее он слушал лекции в университетах Падуи и Болоньи; много путешествовал по Италии и Испании.
Перешел в протестантизм и с тех пор поселился в Германии. С 1560 года исполнял в Париже обязанности дипломатического агента курфюрста саксонского Августа. 
После массовой резни устроенной католиками во время Варфоломеевской ночи Губерт Ланге покинул Париж и был назначен посланником Августа при австрийском дворе. 
Последние годы жизни Губерт Ланге провёл в Нидерландах. 
В 1568 году был опубликован его труд «Historica descriptio susceptae a Caesarea Majestato executionis Augusto Saxon, et septemviro duce contra S. Rom. Imp. rebelles»; вскоре эта книга вышла и на немецком языке. 
Большую историческую ценность имеют письма Ланге, в которых богатство политических сведений соединяется с меткими критическими замечаниями; они впервые были изданы в столице Франции в 1699 году под заглавием: Arcana seculi decimi sexti и т. д. Ланге также приписывают авторство в вышедшем в 1579 году рассуждении Vindiciae contra tyrannos.
Губерт Ланге умер 30 сентября 1581 года в городе Антверпене.